# 苏雷纳

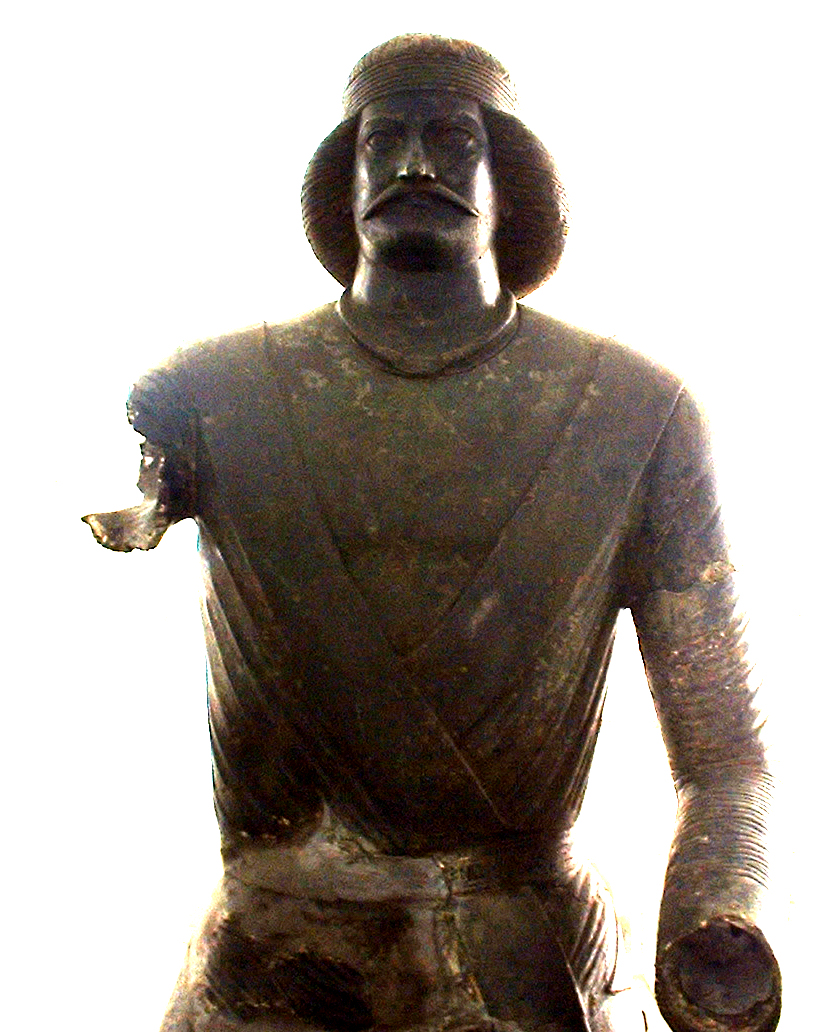
埃利迈斯王国圣殿的铜像，可能是苏雷纳。现藏于伊朗国家博物馆。

苏雷纳（Surena，前84年—前52年）安息帝国贵族。他出生于伊朗七大家族之一的苏伦家族，是Arakhsh与Massis的儿子。
前54年，苏雷纳在安息帝国内战中支持奥罗德斯二世，参与围攻塞琉西亚的战役，击败安息国王米特里達梯四世协助奥罗德斯二世夺取王位。
前53年，克拉苏率领罗马军队攻打安息，卡莱战役爆发。苏雷纳率安息军队大败罗马军，杀死了克拉苏。
在此之后，苏雷纳威望非常高，引起国王奥罗德斯二世的猜忌，不久被奥罗德斯杀害。
“苏雷纳”在阿维斯陀语中的意思为“英勇的人”，直到现在仍然是伊朗人常用的名字。

## 史书记载
苏雷纳逝世一百多年后，普鲁塔克在他的希腊罗马名人传中对苏雷纳的描述时：威望极高的人；其财富，出身和声望都仅次于国王；其勇气和将才冠绝帕提亚人，其身形和相貌无出其右。同时，普鲁塔克也写道：（苏雷纳）身高很高，容貌极美，但其精致的外观和女性化的着装并不能表现出他真正的男子气概。他的脸上涂满油彩，头发也按照米底亚人的习惯梳成两半。
苏雷纳是帕提亚帝国地位最高的权臣之一，他出行时也带着皇室规格的随行车队。前54年，苏雷纳率领奥罗德斯二世的部队参与塞琉西亚战役。他在奥罗德斯二世和米特拉达梯四世的王位之争中脫穎而出，并为奥罗德斯二世夺回阿萨息斯王朝王位立下汗马功劳。
前53年，罗马大军入侵帕提亚帝国的西部藩属国。奥罗德斯二世命令苏雷纳率领自己手下的骑兵前往应战。在卡莱战役之中，帕提亚帝国的精锐骑兵，加上苏雷纳巧施妙计诱使罗马大军深入大漠，令帕提亚军队以弱胜强击败罗马大军。虽然这场大捷令罗马共和国损兵折将——普鲁塔克记载罗马军队战死两万人，被俘一万人——并令帕提亚帝国在东方各族之中声威大震，但并没有打破权力平衡，因为帕提亚帝国并没有攻占罗马帝国的土地。后来，奥罗德斯二世兔死狗烹地处决了功高震主的苏雷纳。
在伊朗史观中，苏雷纳的地位和列王纪中鲁斯塔姆的角色非常相似。然而，虽然鲁斯塔姆的故事在伊朗家传户晓，但是这段故事却始终无法对应苏雷纳或其他真实人物的生平载入史册。